# Wetherby
Wetherby è una cittadina di 19 979 abitanti del West Yorkshire, in Inghilterra. La città è nota per il suo ippodromo.

## Storia
Wetherby è cresciuta come un insediamento vichingo. In seguito è diventata una città rurale di mercato, che ha ospitato un mercato del bestiame per molti secoli. Durante la rivoluzione industriale, la città ha guadagnato un mulino e un birrificio.

## Infrastrutture e trasporti

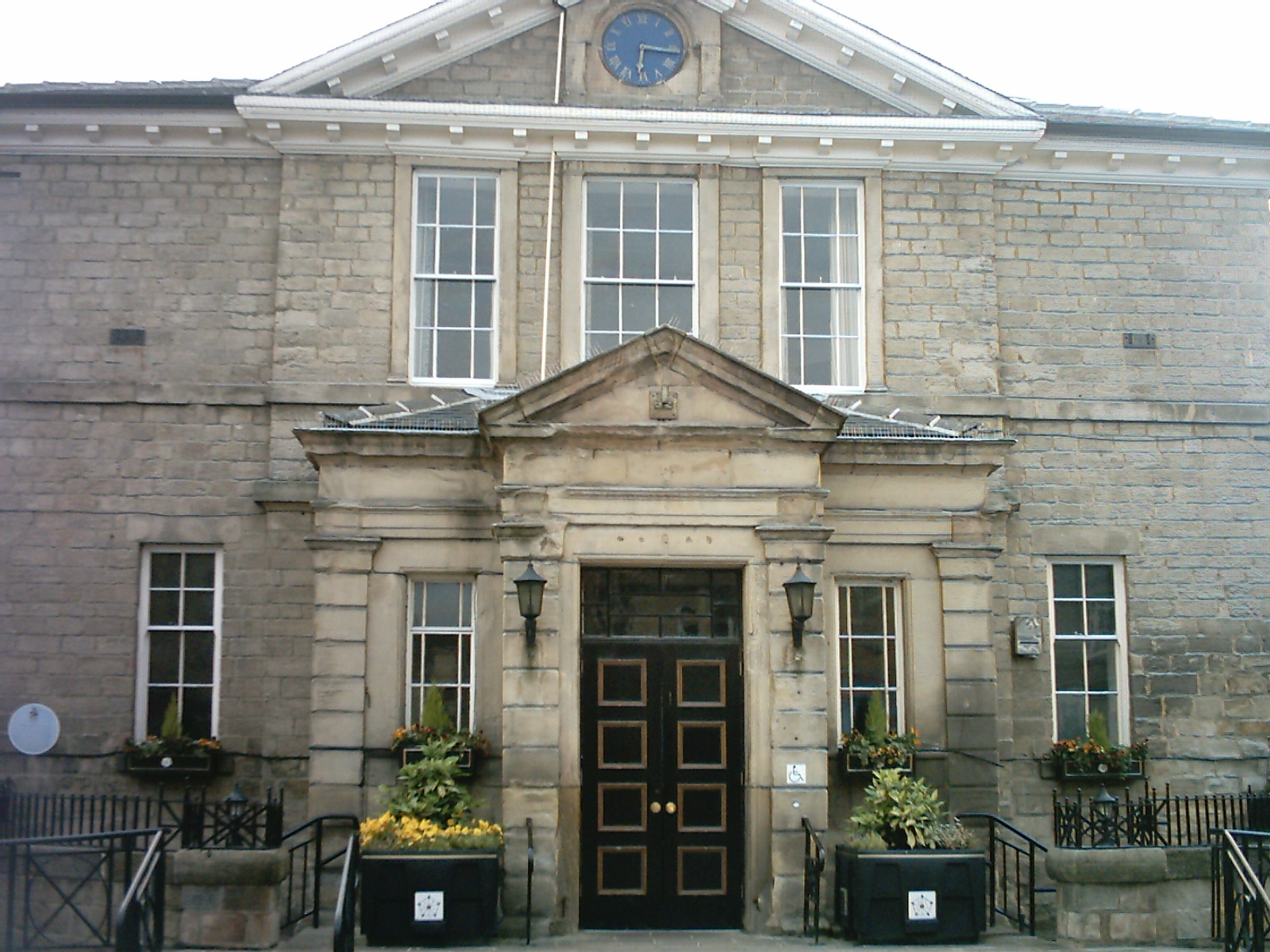
Municipio di Wetherby

La stazione degli autobus si trova all'estremo inferiore del mercato.  Data la parziale pedonalizzazione della parte inferiore del mercato nel 2007, la capacità della stazione degli autobus è stata ridotta.
Attualmente, la stazione ferroviaria più vicina è la stazione di Leeds. Le stazioni di Cross Gates, Garforth, Harrogate e Knaresborough Cattal si trovano nelle vicinanze.
L'aeroporto più vicino è il Leeds Bradford International Airport.

## Ippodromo

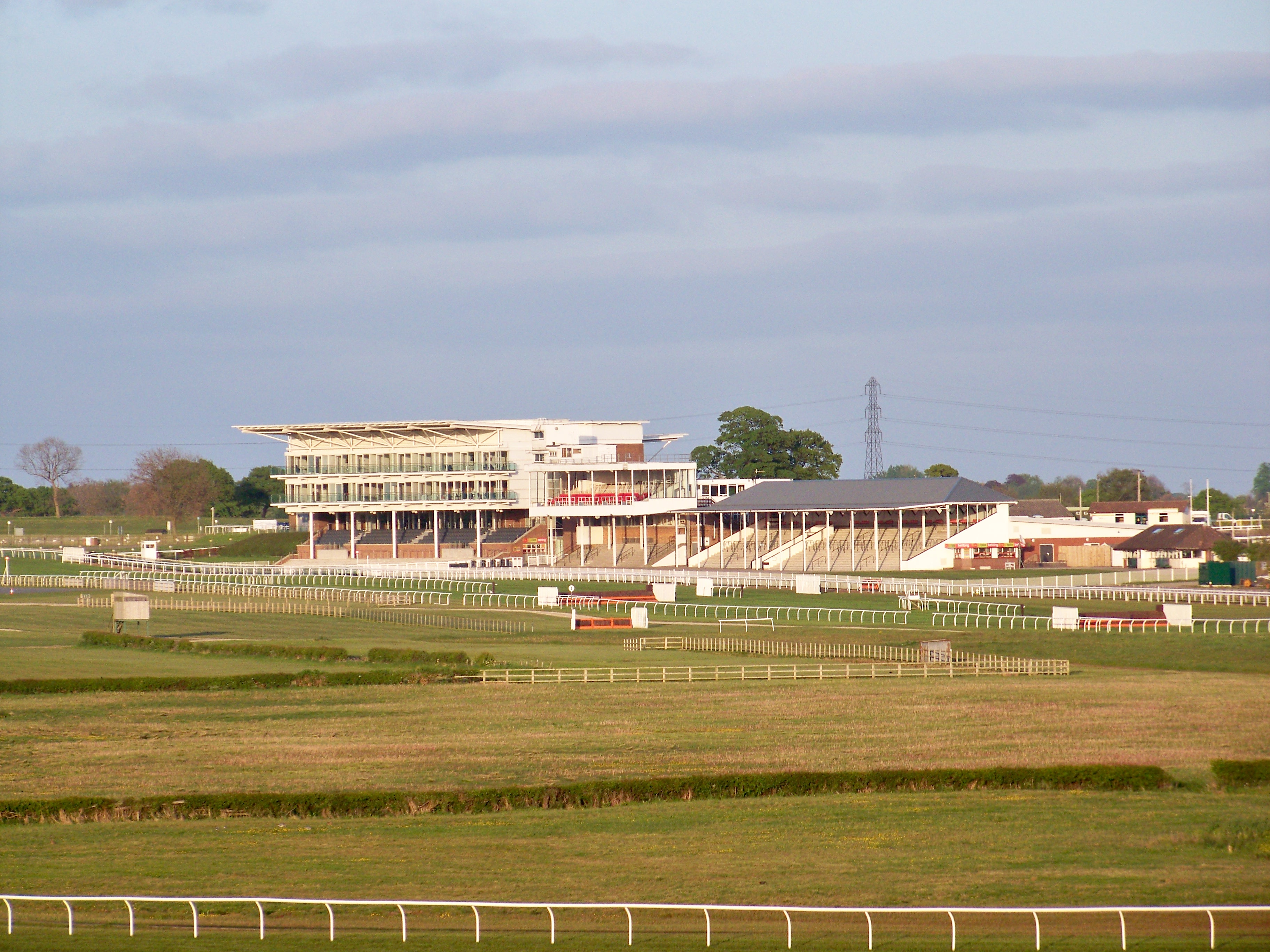
ippodromo

Wetherby è nota per il suo ippodromo, che si trova sulla B1224 a est della città.

## Curiosità
- Detiene il record per l'arcobaleno più duraturo, durato dalle 9 alle 15 del 14 marzo 1994, per un totale di 6 ore.

## Amministrazione

### Gemellaggi
- Privas, Francia